# 劉水庚、陳永長事件
劉水庚、陳永長事件，發生於1988年3月，為時任中華民國陸軍中校劉水庚因加入民主進步黨，並參加國會全面改選遊行而遭到軍方移送軍法處，並遭到撤職。同時亦發生上尉陳永長被迫退伍的事件。此事件在公開後引起外界對軍隊國家化及軍人言論自由的關注。

## 經過
劉水庚原為陸軍通信電子學校中校通信參謀官。1987年1月，民主進步黨嘉義審查委員會成立時，劉水庚即申請加入民進黨，獲審查通過後於8月宣示入黨並取得黨證。民進黨嘉義縣黨部成立後，又被選為縣黨部評議委員會委員。
自民進黨寄出宣示通知函後，先是通知函被郵局扣押兩天，接著警總駐郵局的郵監組立即會知劉水庚的部隊長及政戰主任，為此劉水庚遭到面談、告誡、監視，並要求報告每日言行。
1987年底，民進黨舉行「國會全面改選」遊行，劉水庚參與其中。1988年1月，校方政戰部門即將他扣押，移送陸軍軍法處。最後陸軍後勤司令部軍事檢查庭偵查後，認為劉水庚罪嫌不足予以不起訴處分，於3月3日釋放劉水庚。
然而在3月5日，陸軍司令蔣仲苓忽然將劉水庚處以撤職處分並取消退休金，引發爭議。3月8日，立委朱高正於立法院公開質疑此事，批評此舉違反軍隊國家化及軍中人權，引起外界注目。而同時亦發生上尉軍法官陳永長因撰文批評軍事審判的缺失，並對國民黨提出批評。結果遭政工人員於其身上搜出民進黨主席江鵬堅的名片，以此認定陳永長與民進黨來往密切，隨後以該員患精神病為由，強迫退伍。更使軍隊國家化議題受到關注。
此事件引起在野黨強力批判，而民進黨機關報《民進報》也發表社論要求國民黨當局停止迫害劉、陳二人，要求完成軍隊國家化，反對任何政黨於軍隊進行黨化軍隊的工作。

## 相關事件
- 陳聲慶、蔣俊華事件：1988年10月，加入民主進步黨臺北市黨部的黨員陸軍上尉軍官陳聲慶於9月21日受到主管處分，10月4日民進黨立委提出緊急聯合質詢，結果陳聲慶於10月4日深夜11點接到緊急命令，調往東引反共救國軍（今陸軍東引地區指揮部），要求明天到臺北市外島服務處報到。陳聲慶以上尉軍銜更是受到陸軍總司令部直接下達，而非師長調動。而另一黨員陸軍上尉蔣俊華則下落不明。國民黨在軍中吸引黨員卻不容許其他政黨這樣做也引發違反國安法的質疑。[5]10月6日，陳聲慶在民進黨主席姚嘉文、秘書長黃爾璇、立委朱高正等人陪同下，於立院舉行記者會，說明遭迫害經過。陳聲慶說明近二年來他在全師連長考評中排名第八名，在同期正科班考評第11名，證明能力不差。卻遭主管予以檢束一個月。而陳聲慶服役的單位為陸軍二二六師，與陸軍二八四師為金門互調單位，卻非按慣例調往金門，而是馬防部所屬之東引島。絕非常理、常法可解釋事情。[6]國防部於6日則表示陳聲慶的調職是陸軍總部人事權責範圍內，係支援外島戰備需求，不知其黨籍隸屬民進黨，蔣俊華則是隨其部隊南下基地先遣工作，何時結束先遣工作必須由其單位視工作情況而定。[7]

## 外部連結
- 台灣人權促進會聲明 （页面存档备份，存于）